# كورديليا هود
كورديليا هود (بالإنجليزية: Cordelia Hood)‏ هي ضابطة استخبارات أمريكية، ولدت في 1913 في بورتلاند في الولايات المتحدة، وتوفيت في 2011 بسبب فشل تنفسي.